# Brassói Főreáliskola
A Brassói Magyar Királyi Állami Főreáliskola egy nyolcosztályos reáliskola volt. Három évtizedes fennállása során Brassó egyik leghíresebb tanintézményeként tartották számon; egyike volt a város három magyar tannyelvű középiskolájának (a másik kettő a Római Katholikus Főgimnázium és a Magyar Kereskedelmi Akadémia).

## Története
A 19. század vége felé a brassói magyar iskolák száma már nem volt arányban a város népességével, így Koós Ferenc tanfelügyelő a helyi magyar nyelvű állami oktatás megszervezését javasolta. Trefort Ágoston tanügyminiszter 1880-as brassói látogatása alkalmából rábólintott az ötletre és pénzügyi támogatást is jóváhagyott, így lehetővé vált az iskolák megalapítása. Az iskolaépületek legtöbbjét a Rezső körúton (ma Bulevardul Eroilor) építették fel, a lebontott északkeleti várfalak helyén.
A Főreál 1885-ben kezdte működését a Csergepiac (ma Apollonia Hirscher utca) egyik épületében. Tanári karát Rombauer Emil Budapesten végzett fizika-kémia szakos tanár, a későbbi igazgató szervezte meg, aki fiatal és tehetséges tanárokat hívott Brassóba. A Rezső körúti háromszintes, impozáns épület 1889-ben készült el; építését és felszerelését Rombauer saját vagyonából is támogatta.
A Főreál diákjai sötétzöld sapkát viseltek, szemben a katolikus gimnázium diákjainak égszínkék és a kereskedelmi iskoláéinak piros fejfedőivel szemben.
Az első világháború alatt mind a magyar, mind a román katonai egységek többször kisajátították az épületet, a diákok és tanárok közül sokan a frontra kerültek. A hatalomra kerülő románok 1919-ben összevonták a Főreált egy 1869-ben alapított román görögkatolikus alreál gimnáziummal, Ioan Meșotă reállíceum néven. Kezdetben kéttannyelvűként működött, 1928-tól a román nyelv lett a kizárólagos. 1948-ban az épületet a brassói egyetem vette át.

## Az épület
1888–1889-ben emelték az 1886-ban lebontott Ötvösök bástyája és a hozzá tartozó várfalak (Ötvös-zwinger, Asztalos-zwinger) helyén. Háromszintes, eklektikus stílusú; tervezője Karl Gärtner építész volt. Két oldalról a régi református templom és a Schuller-villa fogta közre (mára mindkettőt lebontották). A tágas tantermek mellett bentlakás is működött az épületben, és díszterem, tornaterem, és igazgatói lakás is helyet kapott. Az 1910-es években egy keleti szárnnyal bővítették. Mögötte nagy udvar és sportpálya volt.
1919-ben a megalakuló Ioan Meșotă reállíceum (Liceul Real Dr. Ioan Meșotă), 1948-ban a helyi egyetem erdőmérnöki kara (Facultatea de industrializare a lemnului) költözött az épületbe. Jelenleg a Transilvania Egyetem „T” épülete (irodalom, jog és szociológia, erdőmérnöki karok).
2018-ban az épület falán emléktáblát avattak Brassaïnak, a Főreál egykori diákjának tiszteletére.

## Híres tanárai és diákjai
Az iskola tanárai voltak:
- Endrei Ákos irodalomtörténész
- Gombos Ferenc Albin történész
- id. Halász Gyula közíró
- Horger Antal nyelvész
- Méhelÿ Lajos zoológus
- Mika Sándor történész
- Moesz Gusztáv botanikus

Az iskola diákjai voltak:
- ifj. Halász Gyula (Brassaï), fotóművész
- Halász Kálmán, építészmérnök
- Lehmann Károly turisztikai technikus
- Monoki István bibliográfus
- Reschner Gyula festőművész
- Székely Géza újságíró